# جابر قميحة
الدكتور جابر المتولي قميحة (12 أبريل 1934 - 24 ذو الحجة 1433 هـ / 9 نوفمبر 2012 )، شاعر وأديب مصري. ولد في مدينة المنزلة بمحافظة الدقهلية بمصر.

جابر قميحة في شبابه

## الشهادات التي حصل عليها
- حصل على ليسانس دار العلوم جامعة القاهرة عام 1957.
- ماجستير في الأدب من جامعة الكويت عام 1974.
- دكتوراه في الأدب العربي الحديث من جامعة القاهرة عام 1979.
- كما حصل على ليسانس في القانون من كلية الحقوق بجامعة القاهرة 1965.
- ودبلوم عالٍ في الشريعة الإسلامية 1967.

## المناصب التي تقلدها
- عمل مدرساً وموجهاً للغة العربية.
- مدرساً للأدب العربي الحديث بكلية الألسن بجامعة عين شمس، ثم أستاذاً مساعداً.
- عمل أستاذا زائرا لمدة عام بجامعة ييل بالولايات المتحدة 1981 - 1982م.
- عمل أستاذا معارا بالجامعة الإسلامية في إسلام أباد بباكستان 1984- 1989م.
- عمل أستاذاً مشاركاً بجامعة الملك فهد للبترول والمعادن.

## أعماله الأدبية

### دواوينه
- لجهاد الأفغان أغني[4]، 1992.
- الزحف المدنس[5]، 1992.
- لله والحق وفلسطين، ط1، 1418 هـ / 1997م، الدار المصرية اللبنانية.

### في الأدب والنقد
- منهج العقاد في التراجم الأدبية، دار النهضة المصرية، القاهرة.
- المدخل إلى القيم الإسلامية، دار الكتاب المصري اللبناني، القاهرة، بيروت
- أدب الخلفاء الراشدين، دار الكتاب المصري اللبناني، القاهرة، بيروت.
- في صحبة المصطفى، دار الكتاب المصري اللبناني، القاهرة، بيروت،
- التقليدية والدرامية في مقامات الحريري، دار المعارف، القاهرة.
- أدب الرسائل في صدر الإسلام، دار المعارف، القاهرة.
- الشاعر الفلسطيني الشهيد عبد الرحيم محمود، دار الفكر العربي، القاهرة، ط1، 1406 هـ/ 1986م.
- التراث الإنساني في شعر أمل دنقل، هجر للطباعة والنشر والتوزيع والإعلان، القاهرة، 1987م.
- صوت الإسلام في شعر حافظ إبراهيم، دار الصحوة، دار الهداية للطباعة والنشر والتوزيع، 1987م.
- الأدب الحديث بين عدالة الموضوعية وجناية التطرف.
- رواية وليمة لأعشاب البحر في ميزان الإسلام والعقل والأدب، دار الاعتصام، القاهرة.

إلى جانب عدد من المؤلفات الإسلامية، مثل: في رحاب دعوة الإخوان المسلمين

## وفاته
توفي جابر قميحة في 24 ذو الحجة 1433 هـ الموافق 9 نوفمبر 2012، عن عمر ناهز 78 عاماً.

## وصلات خارجية
- قصائد الدكتور جابر قميحة